# Antiphon
Antiphon è il quarto album in studio del gruppo musicale folk rock statunitense Midlake, pubblicato nel 2013.

## Tracce
1. Antiphon – 3:16
2. Provider – 3:48
3. The Old and the Young – 5:36
4. It's Going Down – 3:17
5. Vale – 4:31
6. Aurora Gone – 4:37
7. Ages – 4:39
8. This Weight – 3:33
9. Corruption – 5:17
10. Provider (Reprise) – 5:01

## Formazione
- Paul Alexander - basso, tastiere
- Jesse Chandler - chitarre
- Joey McClellan - tastiere, piano, flauto
- Eric Nichelsen - tastiere, chitarra
- Eric Pulido - voce, chitarra
- McKenzie Smith - batteria, percussioni